# Йонасвальде
Йонасвальде (нем. Jonaswalde) — община в Германии, в земле Тюрингия.
Входит в состав района Альтенбург. Подчиняется управлению Оберес Шпроттенталь. Население составляет 329 человек (на 31 декабря 2010 года). Занимает площадь 6,65 км².
Община подразделяется на 2 сельских округа.

## Население
| Год  | Численность | Численность |
| ---- | ----------- | ----------- |
| 2017 | 307         | [ 1 ]       |
| 2019 | 306         | [ 4 ]       |
| 2021 | 316         | [ 5 ]       |
| 2022 | 317         | [ 6 ]       |
| 2023 | 320         | [ 2 ]       |